# Cratere Chukhung
Chukhung  è un cratere sulla superficie di Marte.